# Felderbachtal
Das Naturschutzgebiet Felderbachtal befindet sich auf dem Gebiet der Stadt Hattingen im Ennepe-Ruhr-Kreis in Nordrhein-Westfalen. Das Naturschutzgebiet liegt entlang des Felderbaches im Hattinger Ortsteil Niederelfringhausen nördlich der Felderbachstraße, beginnend östlich zwischen Niederhuxelmann und Oberste Kleinbeck und endend bachabwärts bei Künning im Westen. Nordwestlich grenzt unmittelbar das ebenfalls 7 ha große Naturschutzgebiet Felderbachtal (Kennung ME-008) auf dem Gebiet der Gemeinde Velbert im Kreis Mettmann an. Dadurch wird zusätzlich das Felderbachtal weiter bachabwärts bis kurz vor dem Velberter Ortsteil Bonsfeld ebenfalls unter Naturschutz gestellt.

## Beschreibung
Das 7,0975 ha große Gebiet, das aus zwei Einzelflächen besteht, ist seit 1995 unter der Kennung EN-014 als Naturschutzgebiet ausgewiesen. „Der naturnahe Felderbach mäandriert, von typischer Erlenbegleitvegetation gesäumt, durch feuchte Wirtschaftsgrünländer und sehr artenreiche Feuchtgrünlandbrachen. Wertigkeit Der naturnahe Verlauf des Felderbachs und seine hohe Gewässerstrukturgüte tragen zur hohen Wertigkeit des Gebietes bei. Schwerpunkt des Gebietes sind jedoch die feuchten Wirtschaftsgrünländer und die besonders artenreichen Feuchtgrünlandbrachen, die teilweise über einen hervorragenden Erhaltungszustand verfügen. Entwicklungsziele/Biotopverbund Als lineares Biotop fungiert das Gebiet als wichtiger Teil der Vernetzung des landesweiten Biotopverbunds“.
Schutzziel:
„Die hohe Qualität des Gewässers und dessen naturnaher Verlauf sowie die hohe Qualität der angrenzenden Feuchtgrünländer sind zu erhalten. Einer Verbuschung der Feuchtwiesen und Brachen ist deshalb durch geeignete Pflegemaßnahmen entgegen zu wirken“. Schutzziel ist die Erhaltung von Lebensgemeinschaften und Lebensstätten wildlebender, zum Teil gefährdeter Pflanzen- und Tierarten und die Wiederherstellung eines naturnahen Bachtales mit extensiven Nutzungsformen.
Als seltene und besonders schützenswerte Pflanzen wurden erfasst: Sumpf-Dotterblume (Caltha palustris), Breitblättriger Rohrkolben (Typha latifolia) und Kuckucks-Lichtnelke (Lychnis flos-cuculi). Bei den im Gebiet heimischen Tierarten sind hervorzuheben: Eisvogel (Alcedo atthis), Habicht (Accipiter gentilis), Wasseramsel (Cinclus cinclus) und Gebänderter Feuersalamander (Salamandra salamandra terrestris).

## Wanderwege
Es gibt am Naturschutzgebiet zwei Wanderparkplätze an der Felderbachstraße (L 924): Östlich Küning und bei Niederhuxelmann. Der gemeinsame Wanderweg mit den Bezeichnungen A 1, 3, 8 und Raute 7 verläuft auf der rechten Seite des Felderbaches an der nordöstlichen Talkante.

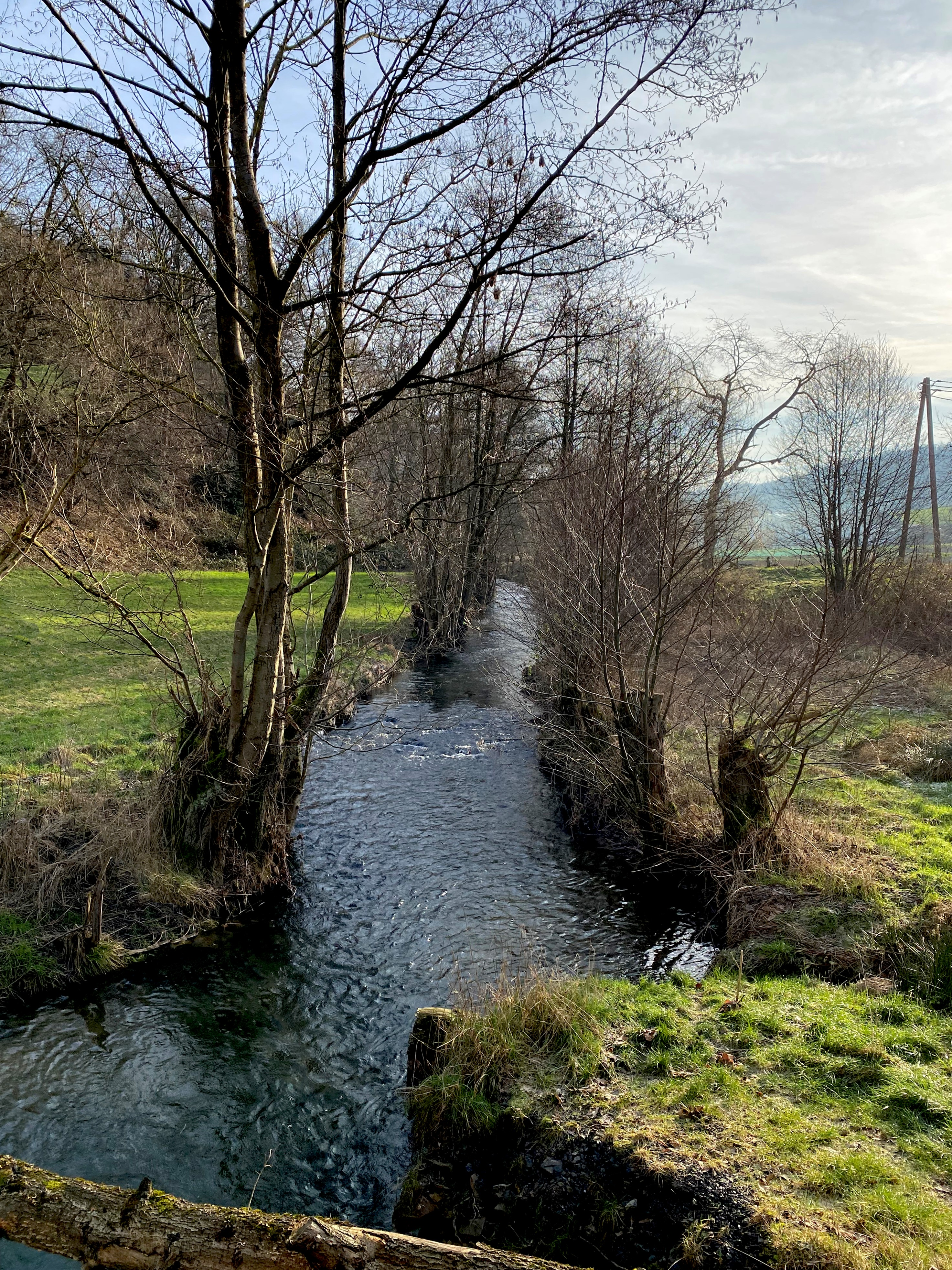
Mäandernder Felderbach
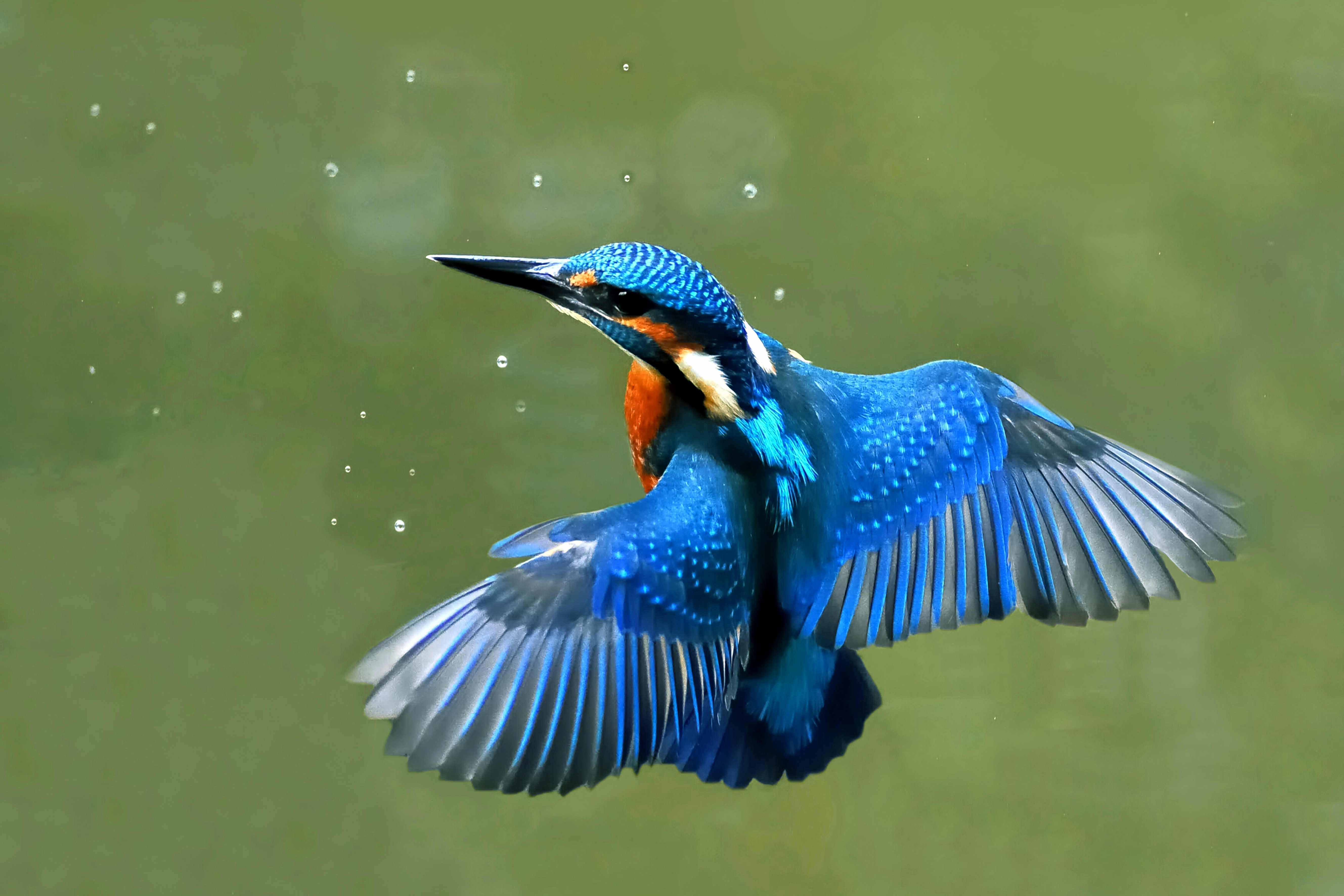
Eisvogel (Alcedo atthis)
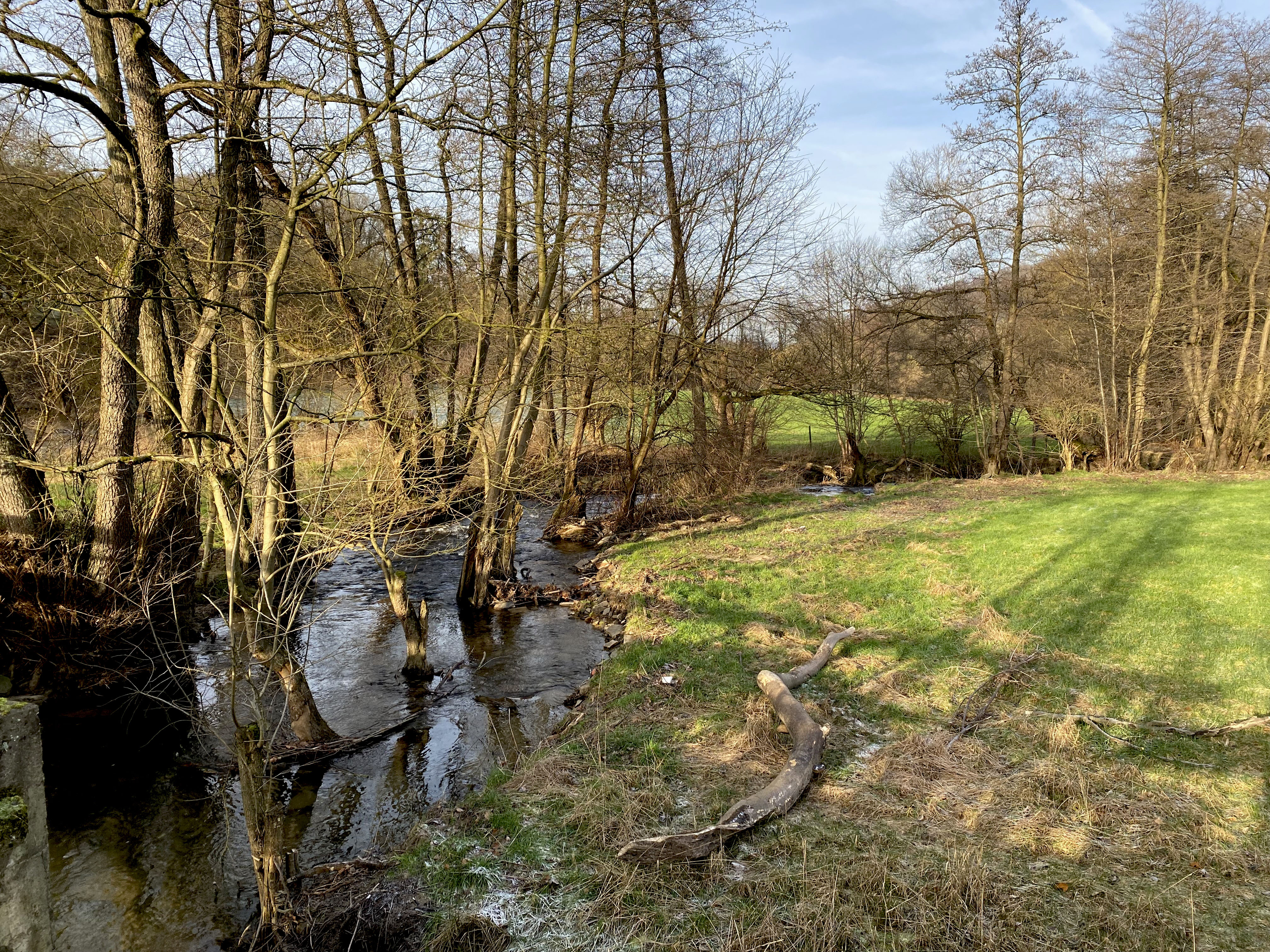
Felderbach fließt naturnah – begleitet von Ufergehölzen
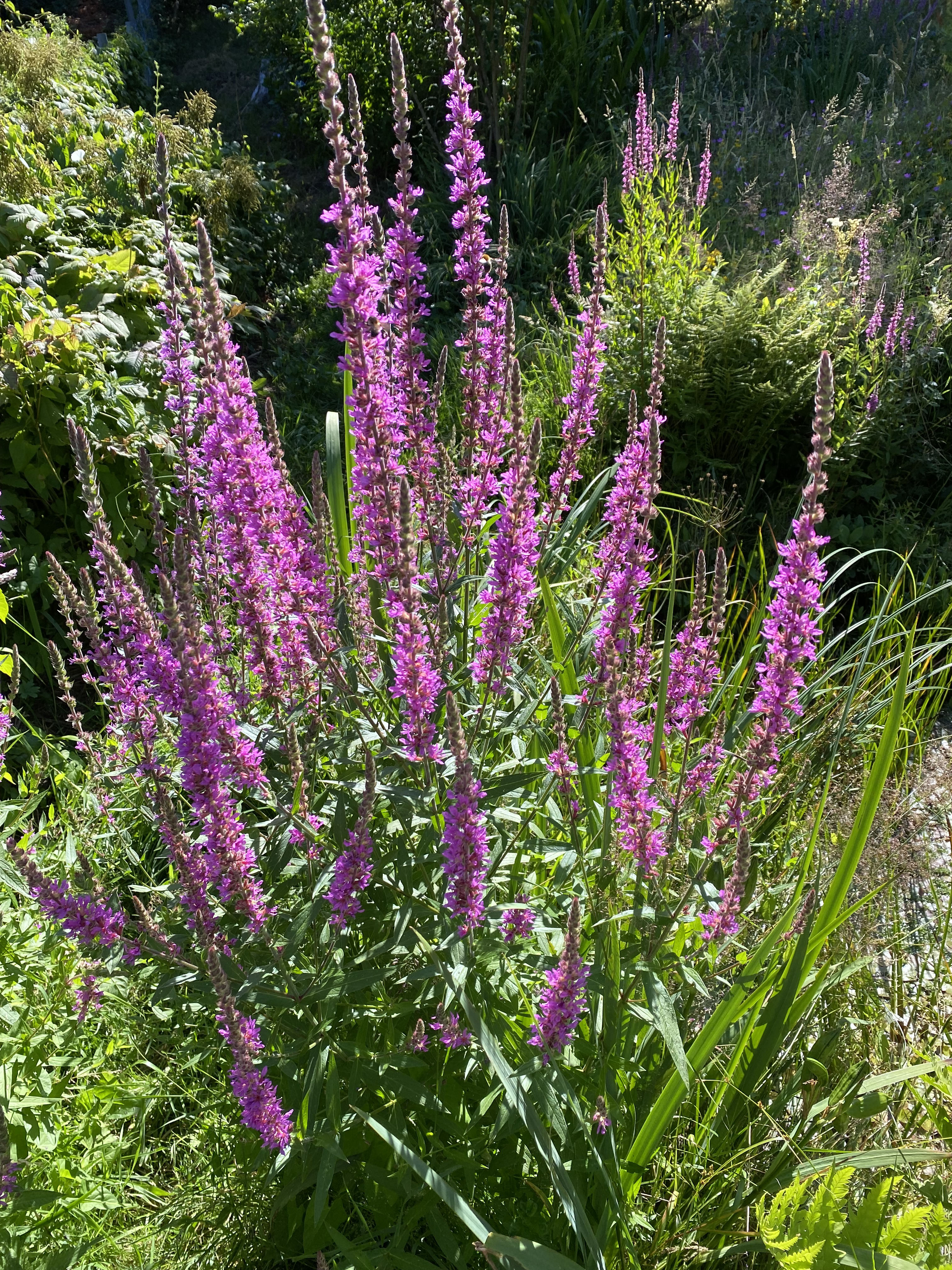
Blut-Weiderich  Insektenmagnet
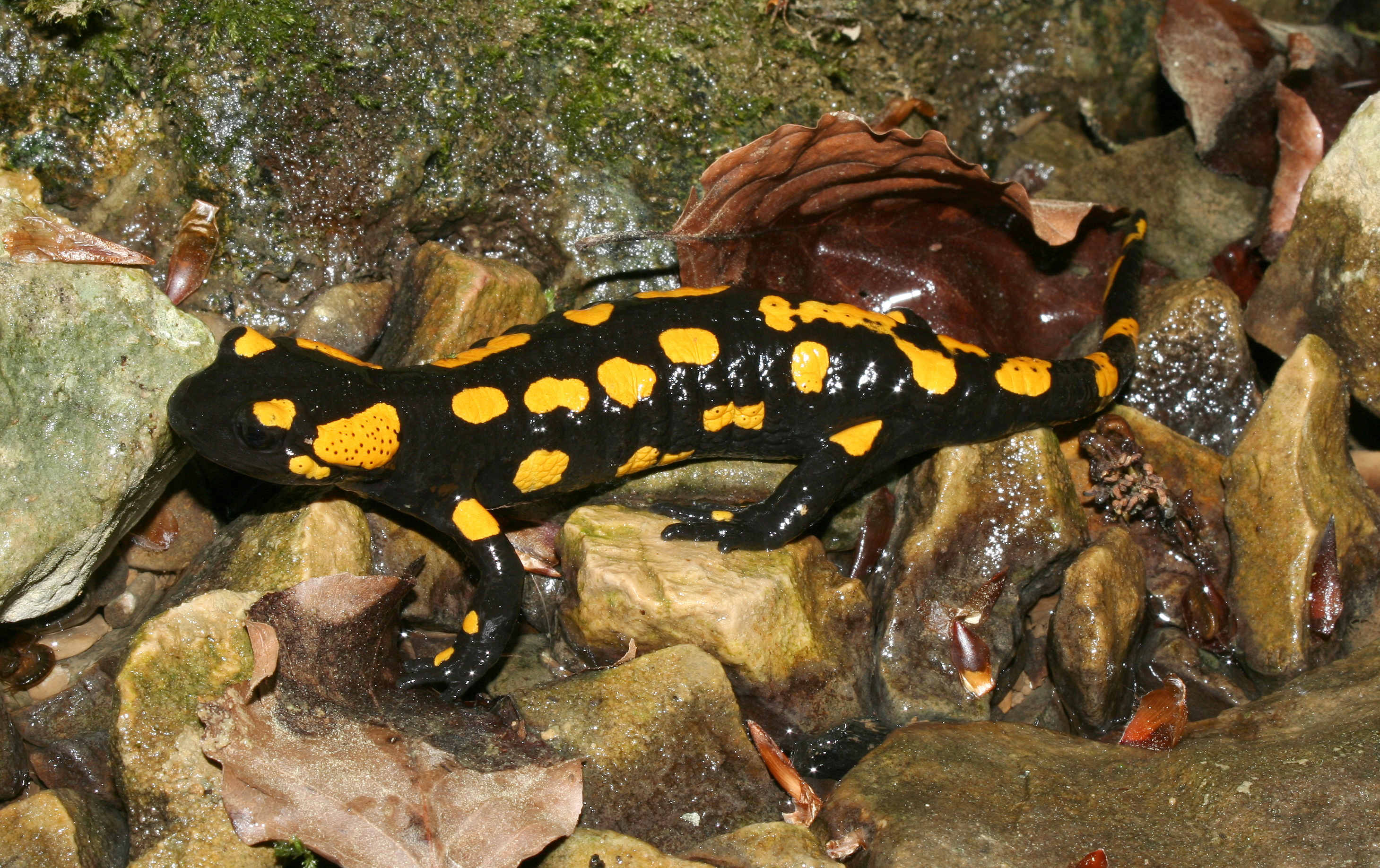
Feuersalamander (Salamandra salamandra)
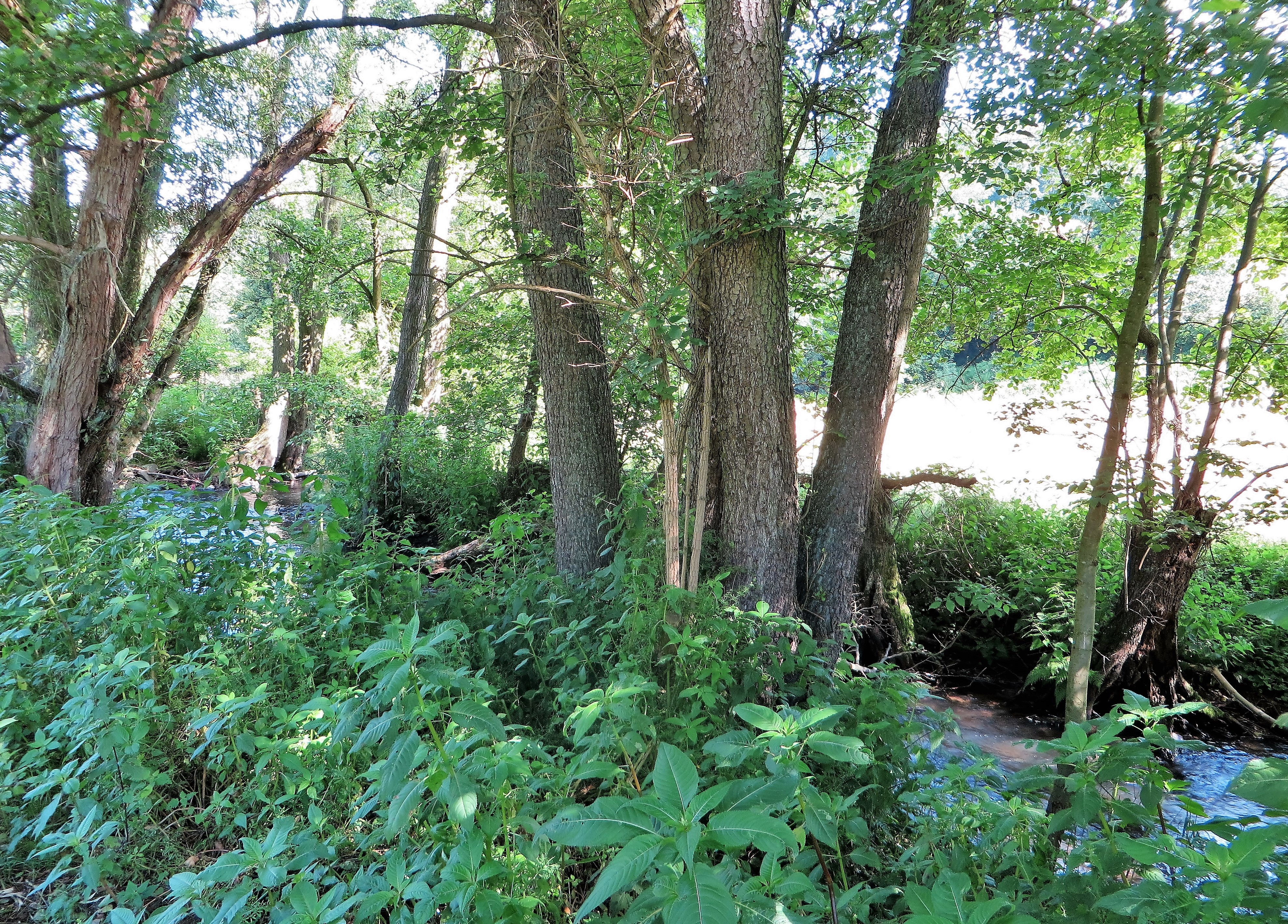
Erlen und Weiden am Felderbach
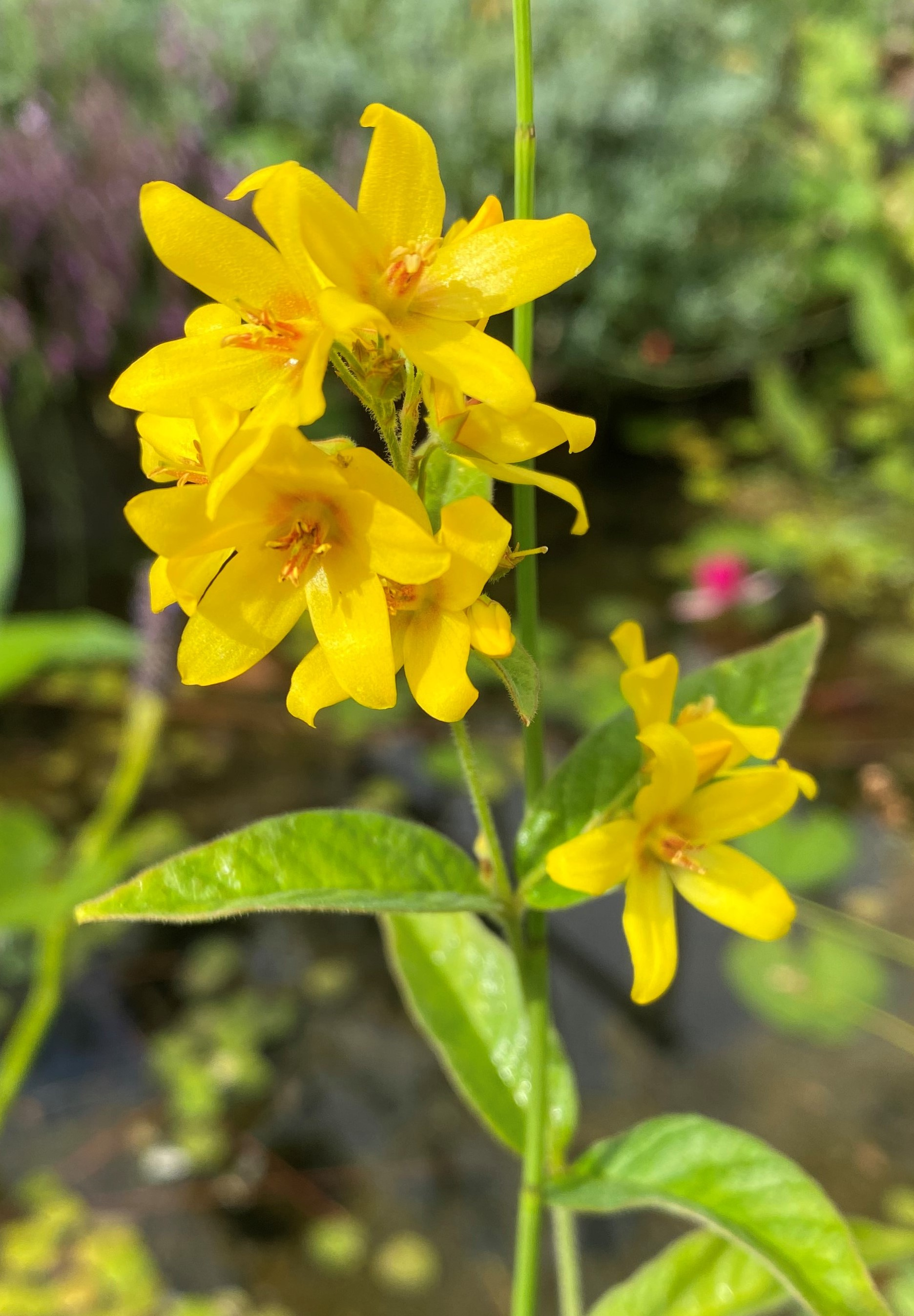
Heimisch auf Sumpfwiesen Gewöhnlicher Gilbweiderich
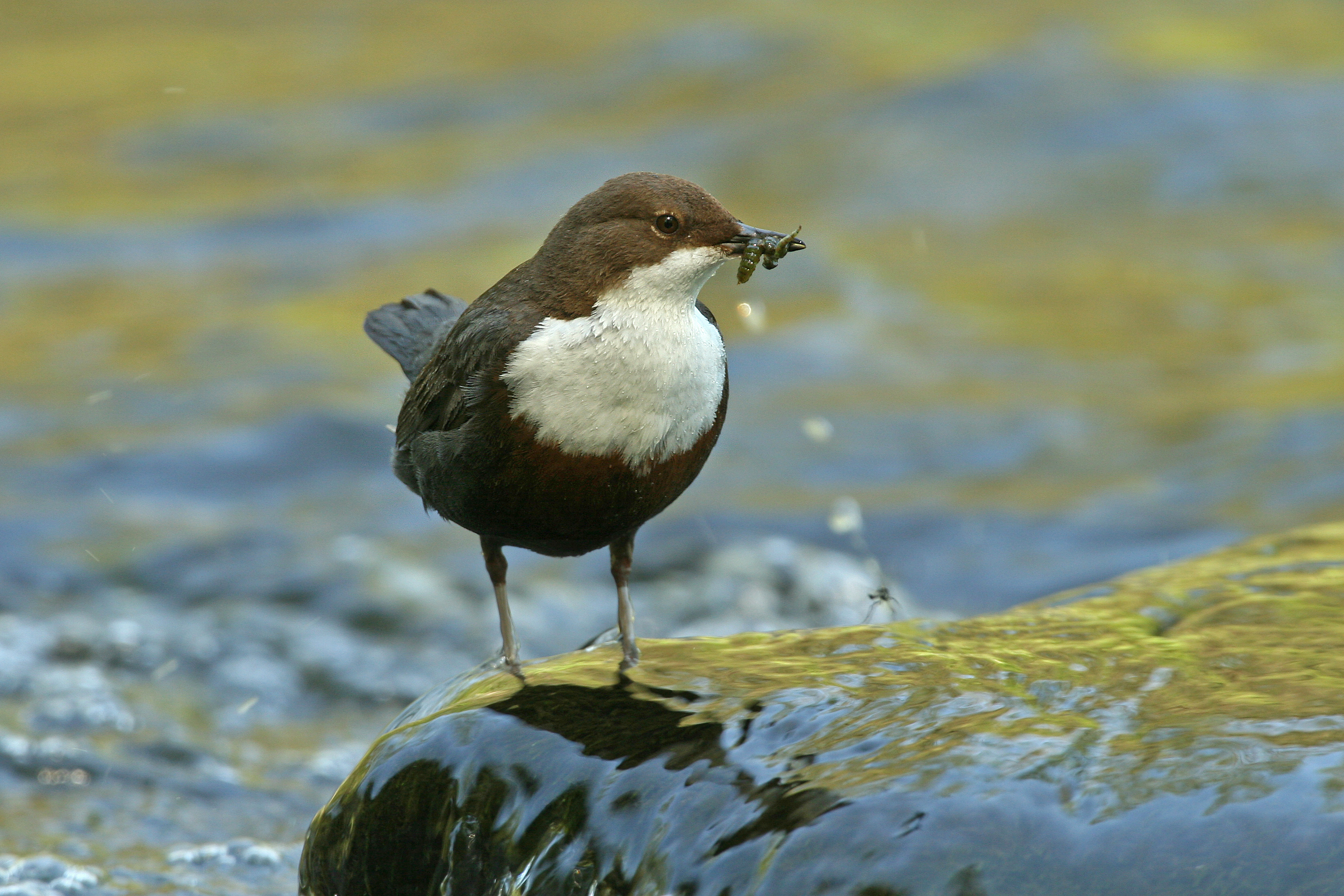
Wasseramsel (Cinclus cinclus)
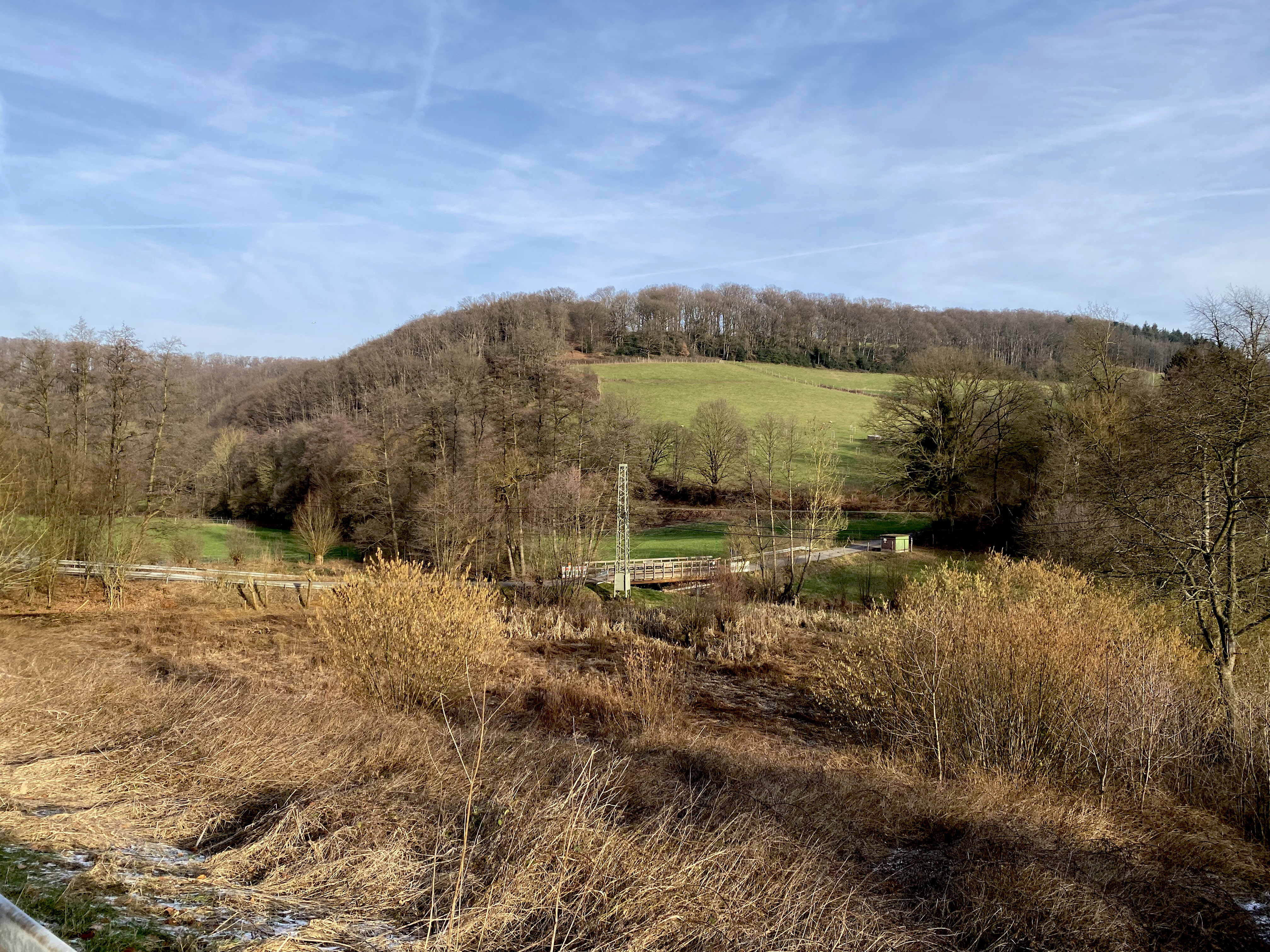
Teilfläche mit Hochstaudenflur östl. Am Schnüber (Winter 2023)
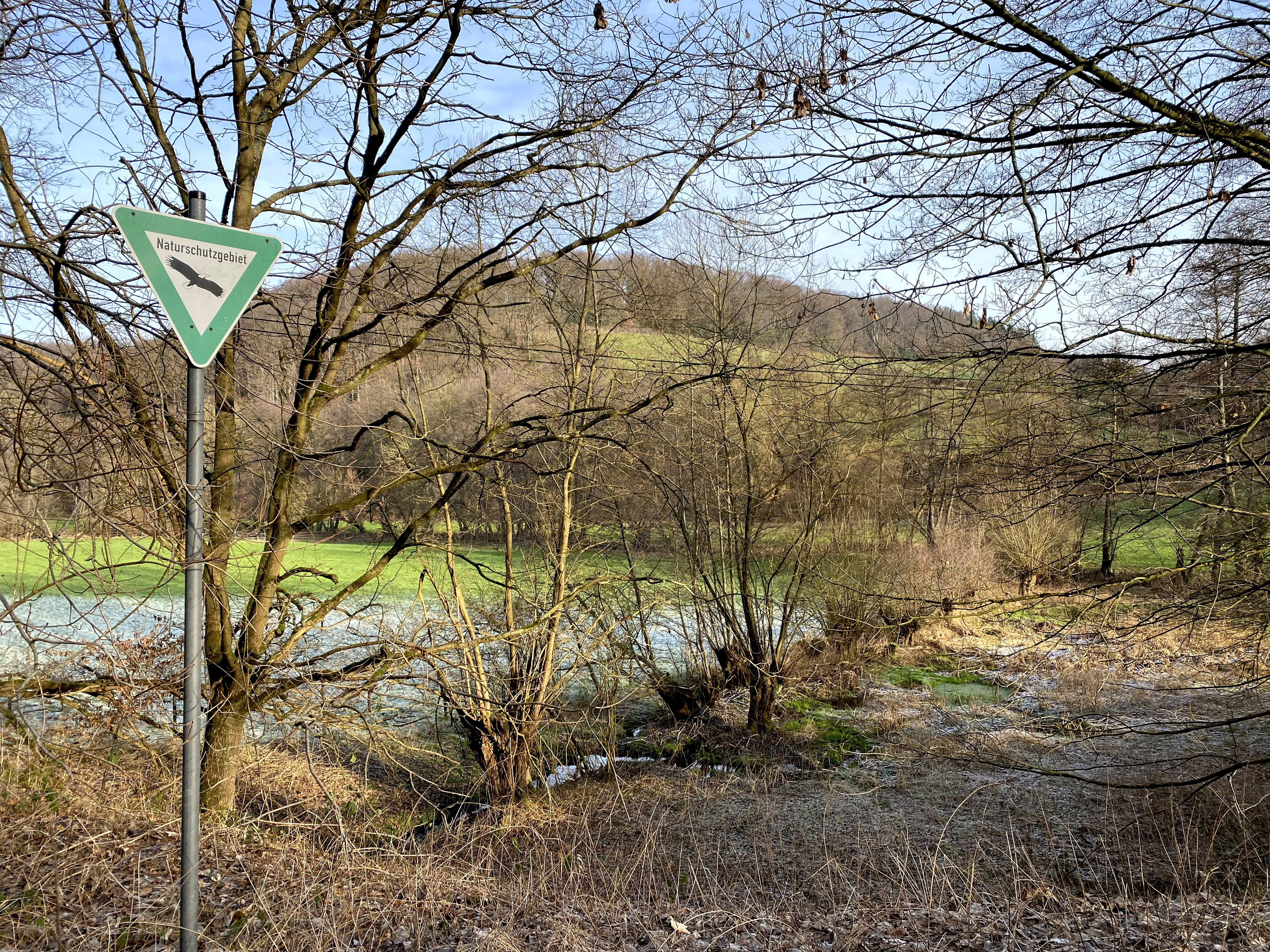
Felderbachtal bei Niederhuxelmann
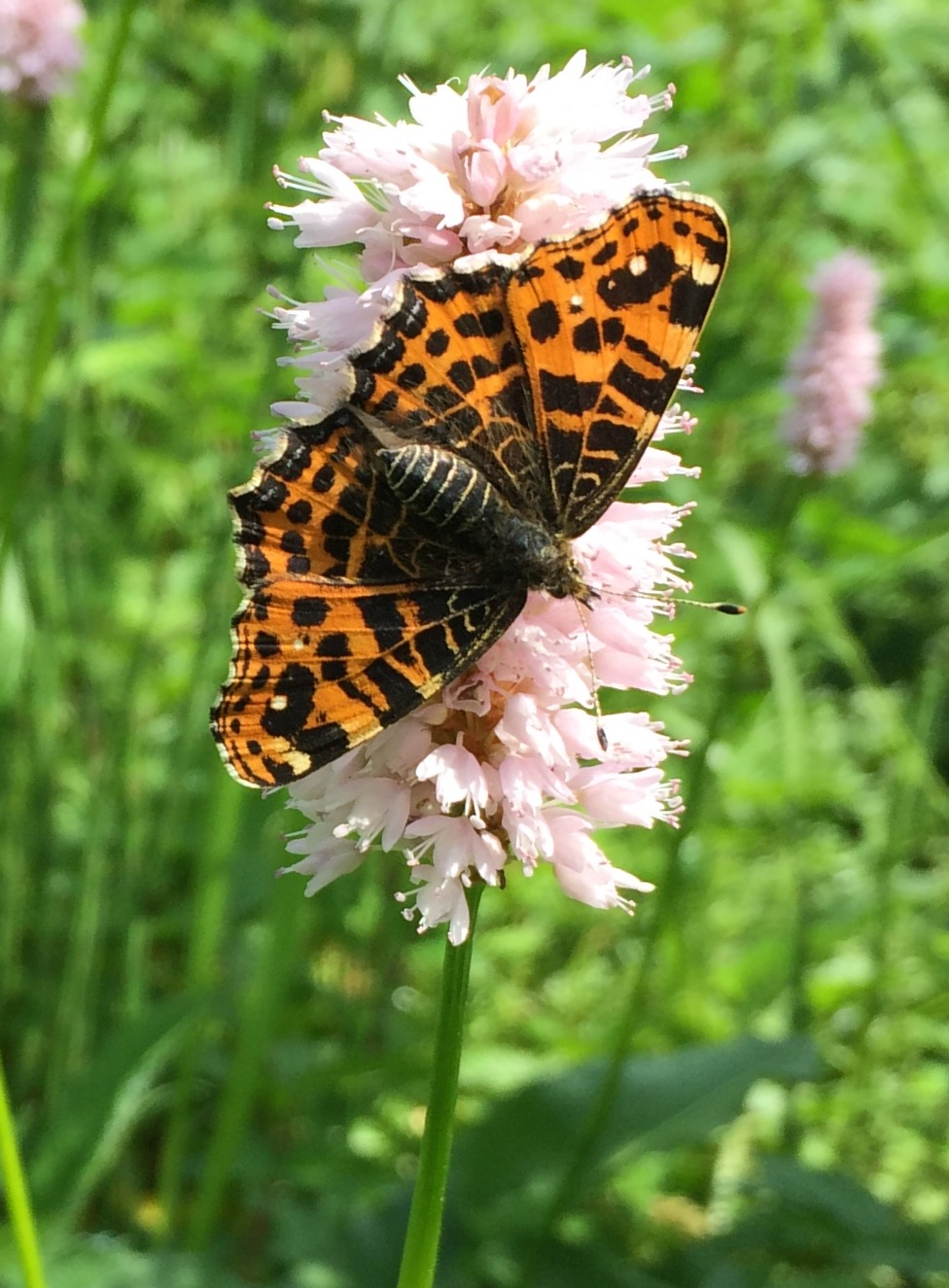
Landkärtchen (Araschina levana) auf Schlangen-Knöterich
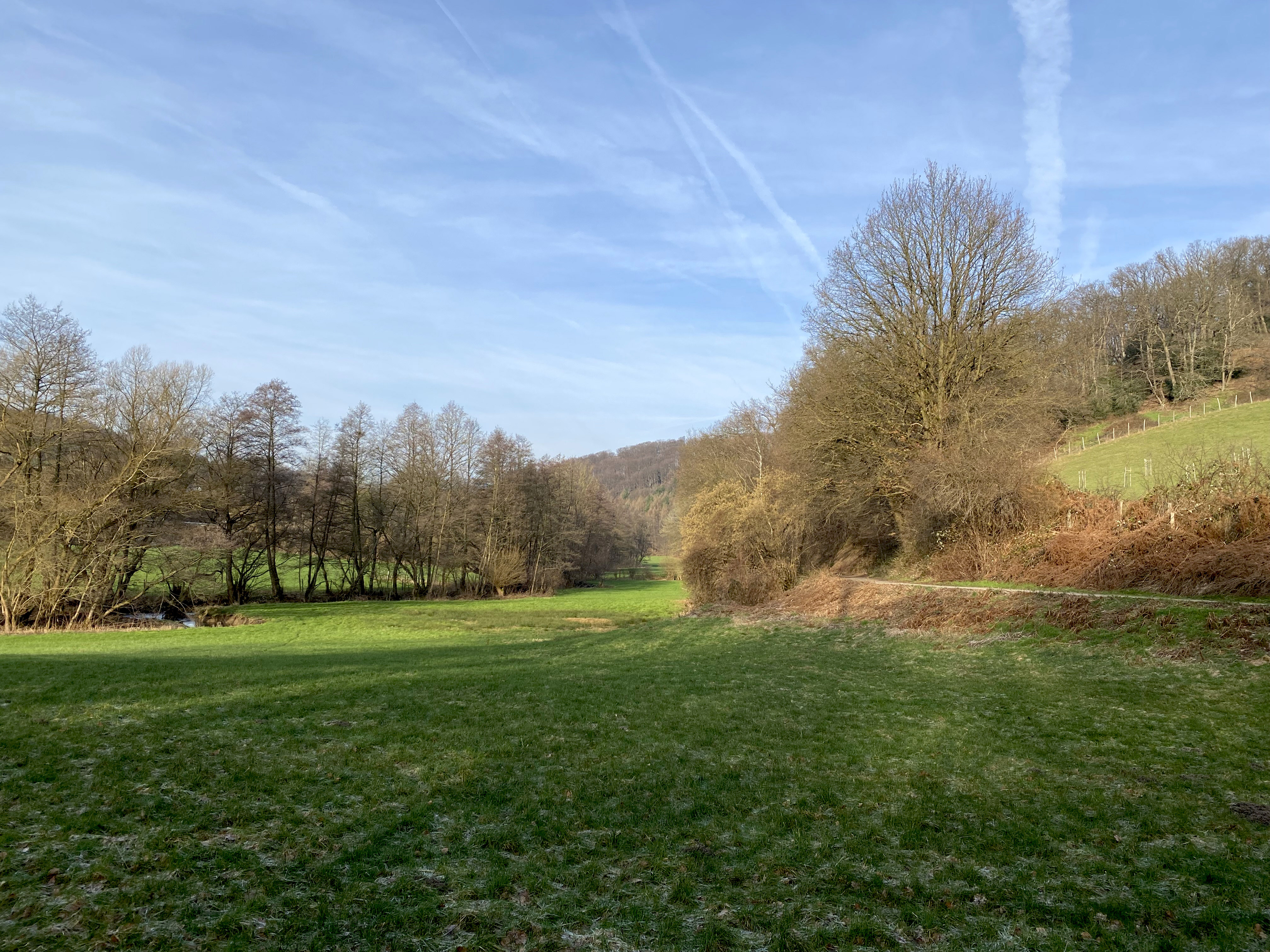
Feuchtgrünland in der Talaue
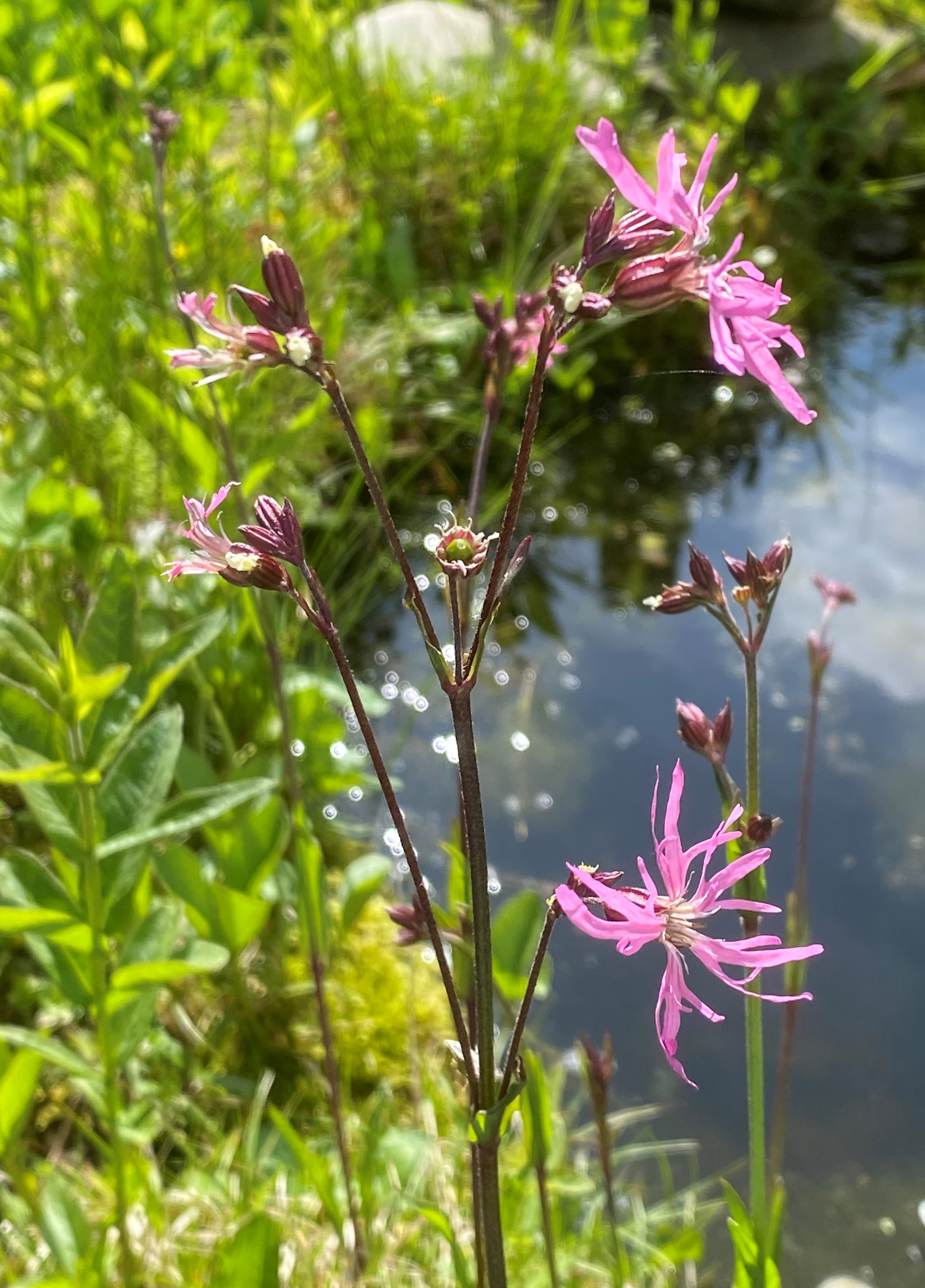
Kuckucks-Lichtnelke (Lychnis flos-cuculi)